# Agárrate al sillón
Agárrate al sillón es un concurso de televisión español presentado por Eugeni Alemany y emitido en Telecinco desde el 13 de julio de 2025. El programa es la adaptación del formato francés Tout le monde veut prendre sa place, emitido por France 2 en 2006.

## Equipo

### Presentador
| Presentadores  | Información |      |
| Presentadores  | Información | 2025 |
| -------------- | ----------- | ---- |
| Eugeni Alemany | Presentador |      |

## Mecánica
En este programa, seis concursantes deben contestar a unas preguntas de cultura general para enfrentarse y destronar al campeón, que está sentado en un sillón rojo.
Las preguntas tienen tres niveles de dificultad y diferentes puntuaciones por cada acierto:
| Modo de respuesta | Número de puntos | Número de opciones de respuesta |
| ----------------- | ---------------- | ------------------------------- |
| Ni idea           | +1 punto         | 2 opciones de respuesta         |
| Lo dudo           | +3 puntos        | 4 opciones de respuesta         |
| ¡Lo tengo!        | +5 puntos        | Ninguna opción de respuesta     |

## Rondas

#### Clasificación
En esta primera ronda, los concursantes tienen que contestar tres preguntas grupales y dos individuales, eligiendo los concursantes en éstas últimas el nivel de dificultad y al final, los dos contrincantes que tendrán la puntuación más baja serán eliminados. En caso de empate, el campeón decidirá los dos jugadores eliminados. La cantidad máxima de puntos que se pueden alcanzar son 19 (1+3+5+10 (los 10 si en las preguntas individuales eligen contestar con "Lo tengo"))

#### La competición
En esta ronda, los mejores cuatro concursantes competirán para convertirse en el rival que se bata finalmente en duelo contra el campeón. Con los marcadores reiniciados, los jugadores se enfrentarán de manera simultánea a una tanda de ocho preguntas que girarán en torno a un único tema y tres niveles de dificultad; siéndoles formuladas tres preguntas de "Ni idea", tres de "Lo dudo" y dos de "Lo tengo", pudiendo acumular como máximo hasta 22 puntos.

#### Parte y reparte
En esta ronda, el campeón asignará directamente a cada uno de los cuatro aspirantes (que mantienen los puntos ganados de "La Competición") una pregunta con diferente grado de dificultad y relacionada con un tema. Si el concursante acierta, gana cinco puntos, en cambio, si falla, pierde cinco puntos. Al final, el contrincante con mejor puntuación se enfrentará al campeón en el gran duelo. En caso de empate, será el campeón el que decidirá quién será su adversario final.

#### El gran duelo
En esta prueba final, el campeón podrá elegir dos de los cuatro temas sobre los que versarán las seis preguntas que tendrán que responder él y su adversario. Cada uno de ellos hará frente a estas cuestiones, pudiendo elegir el nivel de dificultad para sumar el máximo número de puntos. El ganador, el que más puntos acumule al final, logrará un premio en metálico transformando en dinero los puntos conseguidos por su rival y, en caso de empate, el campeón mantendrá su título. 
No obstante, si el oponente obtiene más puntos que el campeón, este último tendrá como último recurso negociar con su oponente con tal de poder retener el sillón, ofreciéndole parte de sus ganancias acumuladas hasta entonces; el destino del sillón dependería entonces de si el oponente acepta la cantidad ofrecida por el campeón, reteniendo así el sillón, o el oponente la rechaza, convirtiéndose con ello en el nuevo dueño del sillón.
Cada punto conseguido se canjeará por 300€, esto quiere decir que el bote máximo que se podrá ganar en el programa es de 9.000€ y si el rival consigue 10 puntos o más, se llevará 1.000€ a su casa, independientemente del resultado.

## Campeones
| Puesto | Nombre       | Victorias | Derrotas | Dinero acumulado | Primer programa     | Último programa |
| ------ | ------------ | --------- | -------- | ---------------- | ------------------- | --------------- |
| 1      | Rafa Castaño | 28        | 1        | 107.900 €        | 13 de julio de 2025 | Campeón vigente |

## Audiencias
| Temporada | Temporada | Episodios | Estreno             | Final | Audiencia media | Audiencia media |
| Temporada | Temporada | Episodios | Estreno             | Final | Espectadores    | Cuota           |
| --------- | --------- | --------- | ------------------- | ----- | --------------- | --------------- |
|           | 1         | TBD       | 13 de julio de 2025 | TBA   | TBA             | TBA             |
| Media     | Media     | TBD       | 13 de julio de 2025 | TBA   | TBA             | TBA             |

### Temporada 1 (2025-presente)
| Programas emitidos | Programas emitidos | Programas emitidos | Programas emitidos | Programas emitidos |
| ------------------ | ------------------ | ------------------ | ------------------ | ------------------ |
| N.º                | Fecha de emisión   | Audiencia          | Cuota              |                    |
| 1                  | 13/07/2025         | 988 000            | 12,1%              |                    |
| 2                  | 14/07/2025         | 627 000            | 8,1%               |                    |
| 3                  | 15/07/2025         | 601 000            | 8,2%               |                    |
| 4                  | 16/07/2025         | 572 000            | 7,9%               |                    |
| 5                  | 17/07/2025         | 510 000            | 6,7%               |                    |
| 6                  | 18/07/2025         | 509 000            | 7,2%               |                    |
| 7                  | 21/07/2025         | 496 000            | 6,8%               |                    |
| 8                  | 22/07/2025         | 504 000            | 7,0%               |                    |
| 9                  | 23/07/2025         | 631 000            | 7,9%               |                    |
| 10                 | 24/07/2025         | 544 000            | 7,4%               |                    |
| 11                 | 25/07/2025         | 454 000            | 7,0%               |                    |
| 12                 | 28/07/2025         | 677 000            | 9,0%               |                    |
| 13                 | 29/07/2025         | 652 000            | 8,8%               |                    |
| 14                 | 30/07/2025         | 595 000            | 8,3%               |                    |
| 15                 | 31/07/2025         | 661 000            | 9,3%               |                    |
| 16                 | 01/08/2025         | 589 000            | 9,0%               |                    |
| 17                 | 03/08/2025         | 744 000            | 10,3%              |                    |
| 18                 | 04/08/2025         | 653 000            | 9,1%               |                    |
| 19                 | 05/08/2025         | 622 000            | 8,8%               |                    |
| 20                 | 06/08/2025         | 624 000            | 9,0%               |                    |
| 21                 | 07/08/2025         | 572 000            | 8,4%               |                    |
| 22                 | 08/08/2025         | 507 000            | 7,7%               |                    |
| 23                 | 10/08/2025         | 577 000            | 8,3%               |                    |
| 24                 | 11/08/2025         | 665 000            | 9,3%               |                    |
| 25                 | 12/08/2025         | 568 000            | 7,3%               |                    |
| 26                 | 13/08/2025         | 530 000            | 7,5%               |                    |
| 27                 | 14/08/2025         | 555 000            | 8,4%               |                    |
| 27                 | 18/08/2025         | 608 000            | 8,0%               |                    |
| 28                 | 19/08/2025         | 573 000            | 8,1%               |                    |

### Audiencias por meses
| Audiencia media por meses | Audiencia media por meses | Audiencia media por meses | Audiencia media por meses |
| Año                       | Mes                       | Audiencia                 | Audiencia                 |
| Año                       | Mes                       | Espectadores              | Cuota                     |
| ------------------------- | ------------------------- | ------------------------- | ------------------------- |
| 2025                      | Julio                     | 601 000                   | 8,1%                      |
| 2025                      | Agosto                    | 563 000*                  | 8,5%*                     |